# الصالحية للرعاية الصحية
الصالحية للرعاية الصحية هي شركة رعاية صحية سعودية تأسست عام 1964 ومقرها في مدينة الرياض، وتقوم الشركة بمزاولة خدماتها الطبية داخل المملكة العربية السعودية.

## التاريخ
تأسست الصالحية للرعاية الصحية في عام 1964 على يد الشيخ محمد بن صالح بن سلطان ويقع مقرها الرئيسي في الرياض في المملكة العربية السعودية، حيث بدأ ببناء مستشفى لتقديم خدمات الرعاية الصحية خلال تلك الحقبة والذي أدى بدوره إلى انشاء الصالحية كشركة طبية في المملكة العربية السعودية. في عام 2014، شاركت شركة الصالحية في معرض الصحة السعودي الذي عقد في الرياض كأحد رعاة المعرض ضمن عدد من مؤسسات الرعاية الصحية الكبرى.
في عام 2021، أعلنت الصالحية عن توقيع اتفاقية لدمج حل رئيسي مستدام للانتفاع من الطاقة الشمسية لتوليد الكهرباء الكهروضوئية في مركز توزيع الصالحية بالرياض.

## النموذج التشغيلي
تختص شركة الصالحية للرعاية الصحية في توفير المعدات الطبية، والأدوية، ورعاية المرضى، والصحة الحيوانية، والخدمات اللوجستية. كما تلعب الشركة دوراً حيوياً في التوسع في مجال الرعاية الصحية داخل المملكة العربية السعودية.

## الجوائز[10]
- 2004-2005 – Radiometer: فائز في عدة فئات
- 2011 - Mindray: الأداء المتميز
- 2012 - جائزة Esaote
- 2014 - جائزة إمتياز الشريك من Novo Nordisk
- 2016 - Radiometer: الجائزة الأولى في فئات متعددة
- 2019 - SAP: جائزة أفضل تشغيل - التنفيذ الاستثنائي لـ C4C

## أنظر أيضا
- الرعاية الصحية في السعودية
- وزارة الصحة (السعودية)